# Беннет, Майкл
Майкл Беннет (англ. Michael Farrand Bennet; род. 28 ноября 1964) — американский политик, сенатор США от штата Колорадо, член Демократической партии.

## Биография
Беннет родился в Нью-Дели (Индия). А вырос в Вашингтоне, где его отец служил помощником вице-президента США Хьюберта Хамфри.
Окончил Уэслианский университет (1987) и получил степень бакалавра в области права на юридическом факультете Йельского университета (1993). В 2009 году он был назначен в Сенат США после отставки Кена Салазара.
Кандидат на президентских выборах в 2020 году.
В 1997 году Беннет женился на адвокате Сьюзан Дайан Даггетт. У супругов трое дочерей.